# Pizzo di Gino
Der Pizzo di Gino, auch genannt Menone, ist ein Berg in den Comer Voralpen 2245 m s.l.m. hoch, er liegt einige Kilometer östlich der Schweizer Grenze in der Provinz Como. Er ist der höchste Berg der übergeordneten Sektion Luganer Voralpen nach SOIUSA-Klassifizierung. Er befindet sich nicht weit vom westlichsten Ausläufer des Comer See, zwischen dem Valle Albano und dem Val Cavargna. Gino wird auch die zugehörige Gebirgskette genannt.